# Anglic Grimoard

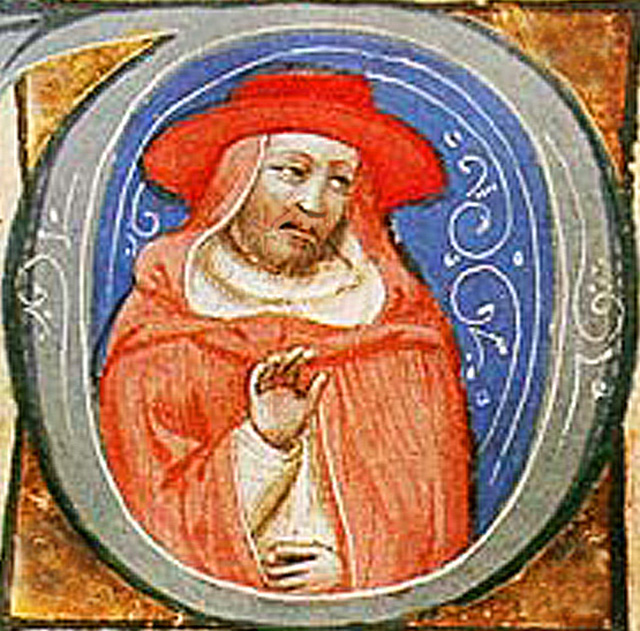
Kardinal Anglic Grimoard im Missale Urbans V., 14. Jahrhundert

Anglic Grimoard (* um 1315/20 auf Burg Grizac; † 13. oder 16. April 1388 in Avignon), Bruder von Papst Urban V., war Bischof von Avignon, Kardinalpriester von San Pietro in Vincoli, dann Kardinalbischof von Albano, Dekan des Kardinalskollegiums (1373–1388), auch bekannt als Kardinal Anglicus (1366–1388).

## Leben
Er wurde auf Burg Grisac in Le Pont-de-Montvert im Bistum Mende im Gévaudan geboren. Er war der Sohn von Guillaume II. Grimoard und Amphélise de Montferrand.

### Kanoniker an Saint-Ruf
Während sein Bruder bei den Benediktinern des Klosters Saint-Sauveur-de-Chirac in der Nähe von Chirac eintrat, wurde er bei den Augustiner-Chorherren der Abtei Saint-Ruf de Valence untergebracht. Da er vom Haus Aigrefeuille, einer mit Clemens VI. verwandten Familie aus dem Limousin, beschützt wurde, folgte seine Karriere der seines älteren Bruders. Innozenz VI. ernannte ihn 1357 zum Auditor der Römischen Rota, im Jahr darauf wurde er Prior von Saint-Pierre-de-Die. Seine Karriere hätte hier wohl geendet, wenn sein Bruder nicht Papst geworden wäre.

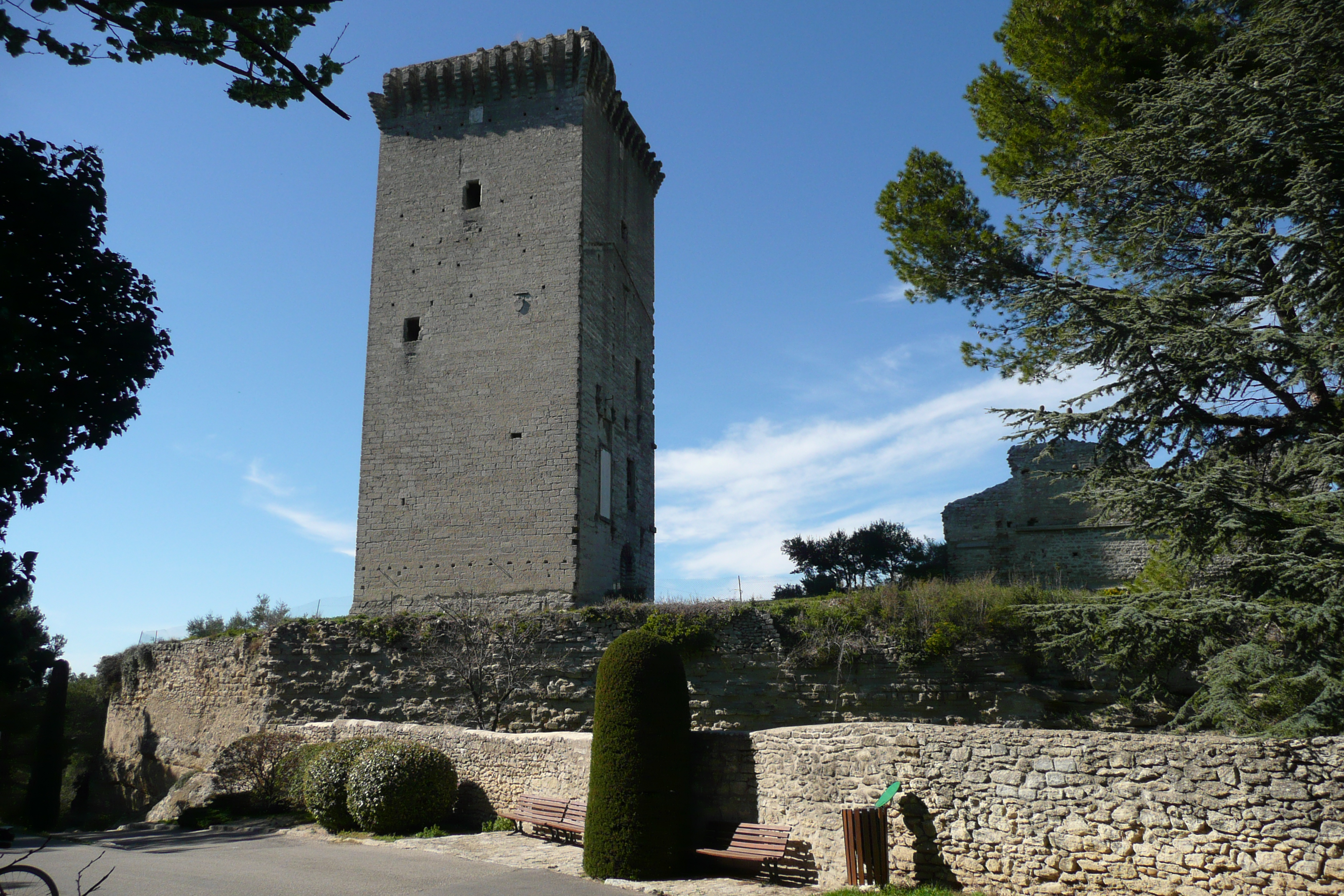
Tour Anglica in Barbentane

### Bischof von Avignon im Kampf gegen die Grandes Compagnies
Am 12. Dezember 1362 wurde er von seinem Bruder zum Bischof von Avignon ernannt, dessen Generalvikar er war, die Bischofsweihe erfolgte am 8. Januar 1363. In dieser Aufgabe überhäufte Anglic Grimoard die Abtei Saint-Ruf d’Avignon, das Mutterhaus der Abtei von Valence, mit Wohltaten.
Im Jahr 1363 zogen die Söldner, die durch einen der vielen Waffenstillstände des Hundertjährigen Krieges entlassen worden waren, das Rhonetal hinunter. Die États de Provence ordneten an, dass jede Stadt verteidigt werden sollte. Der Generalvikar gab daraufhin den Bau der Tour Anglica in Barbentane in Auftrag.
Im März 1363 wurde das Languedoc von den Grandes Compagnies verwüstet. Am 29. August schrieb Urban V. an Arnoul d’Audrehem, den Lieutenant-général des Königs, um die Abwesenheit von Pierre d’Aigrefeuille, Bischof von Uzès, und Anglic Grimoard bei der nächsten Versammlung der États du Languedoc in Nîmes zu entschuldigen. Der Papst gab als Grund an, dass die beiden Prälaten mit seinen Angelegenheiten beschäftigt seien.
Tatsächlich hatte der Papst seinen Bruder beauftragt, innerhalb von zwei Monaten der Apostolischen Kammer die Décime (eine ausnahmsweise erhobene Steuer auf die Einkünfte des Klerus) zu übermitteln, die König Johann II. für den Kreuzzug gewährt worden war, an dem er zusammen mit dem König von Zypern, Peter I. von Lusignan, teilnehmen sollte.
Als die Gefahr vorüber war, ermächtigte Urban V. am 11. Juli 1364 nach Beratung durch das Kapitel seiner Kirche seinen Bruder, nach seinem Willen über die Vinea Vespalis in Avignon zu verfügen. Anfang 1365 bevollmächtigte Anglic Isnard Garin und Sicard du Fresne, das Privileg des Bischofs von Avignon und seiner Kirche über diesen städtischen Weinberg zu ändern. Am 25. März ernannte Sicard du Fresne als bischöflicher Prokurator drei Juden, um diesen zu schätzen. Am 10. Juli schließlich ermächtigte Urban V. seinen Bruder in einer Bulle, seine Feudalherren von den Lasten dieser Weinberge zu befreien.
Ein Jahr später musste man sich erneut an die Arbeit machen. Im Jahr 1366 fand nämlich die erste historisch bekannte Heuschreckenplage in der Provence statt. Nach dieser Heuschreckenplage ließen Anglic und der päpstliche Gärtner Jean Pellegrin vor den Toren Avignons in Champfleury auf dem Friedhof der Pestkranken von 1348 eine riesige Muskatnussplantage anlegen.

### Kardinal und päpstlicher Legat in Italien
Anglic wurde 1366 Dekan des Kathedralkapitels von York und auf dem Konsistorium vom 18. September Kardinalpriester von San Pietro in Vincoli. Seine Livrée cardinalice, sein Palais in Avignon, befand sich im ehemaligen Kloster der Dames de Saint-Laurent. Heute ist es das Rathaus von Avignon auf der Place de l’Horloge. Ein Jahr später, am 17. September 1367, ernannte ihn Urban V. zum Kardinalbischof von Albano.

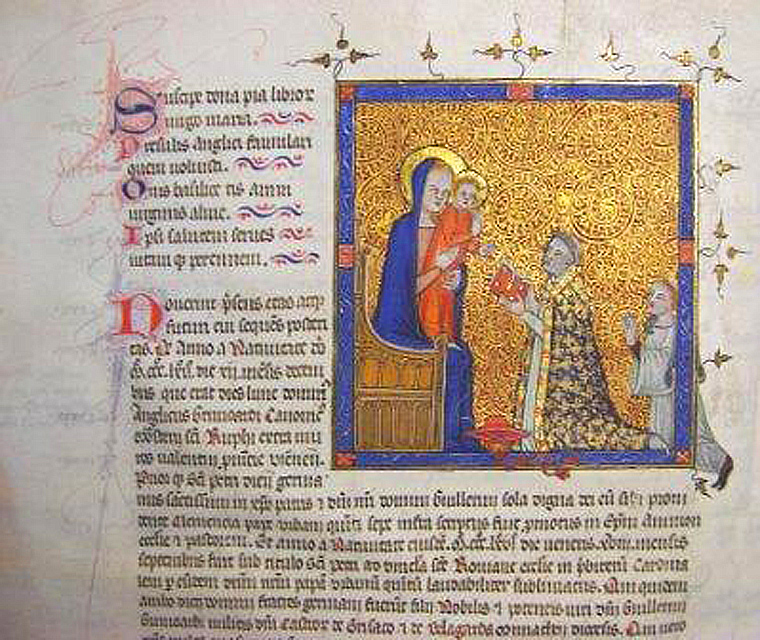
Seite aus dem Urbar Anglic Grimoards, auf der er der Jungfrau und dem Kind sein Urbar überreicht

In dieser Zeit ließ er auch ein Urbar anfertigen, das eine außergewöhnliche Buchmalerei aufweist. Sie stellt die Jungfrau Maria mit dem Kind dar, vor denen Anglic Grimoard kniet, der das Urbar in einer Geste der Hingabe in seinen Händen hält, und hinter ihm der Calvaire Sicard du Fraisse, der Autor des Buches. Die Miniatur stammt von Bernard de Toulouse und einer gewissen Marie. Das Ganze wird zwischen 1366 und 1368 datiert.
Sein Bruder schickte ihn als Päpstlichen Legaten und Kardinalvikar für den weltlichen Bereich nach Italien in das Patrimonium Petri. Von März 1368 bis Juli 1371 hielt er sich in Bologna auf. Während dieses Aufenthalts wurde ihm 1370 der Titel eines Erzpriesters der Patriarchalbasilika Sancti Ioannis in Laterano. Im selben Jahr nahm er die Translation der Reliquien des Heiligen Elzéar von Sabran vor, an der auch Abt Paul Atanulphi von der Abtei Notre-Dame de Valsaintes teilnahm.

### Kreuzzug gegen die Visconti
Die von Urban V. angestrebte Rückkehr des Papsttums nach Rom wurde nicht auf allen Seiten begrüßt. Im April 1368 waren Bernabò Visconti und Cansignorio della Scala, der Herr von Verona, in die Region Mantua eingefallen.
Zur gleichen Zeit machte der deutsche Kaiser und König von Italien seine Calata, den gefürchteten Besuch in den Städten der Halbinsel. Karl IV. traf am 17. Mai in Padua ein.
Der Papst hatte gehofft, dass der Kaiser die Führung seines Kreuzzugs gegen die Visconti übernehmen würde. Am 12. Juni traf Karl IV. in Figheruola ein, wo sich ihm Kardinal Anglicus an der Spitze der päpstlichen Truppen und später auch die Truppen der Königin Johanna von Neapel anschlossen. Francesco Petrarca selbst verließ Arqua und begab sich nach Udine zum Kaiser, um sich am Krieg gegen die Visconti zu beteiligen.
Um die Mailänder Angelegenheit loszuwerden, ließ Kaiser Karl VI. am 27. August 1368 jedoch einen Waffenstillstand mit Bernabò Visconti schließen. Der Kardinal Grimoard traf sich mit seinem Bruder in Montefiascone. Der angewiderte Papst teilte ihm seine Absicht mit, nach Avignon zurückzukehren und ihm die Leitung des Kirchenstaates zu übertragen. Als Anglic Grimoard es leid war, ein Land zu regieren, das ständig von Kriegen und Intrigen heimgesucht wurde, und zudem ein wenig seiner Popularität eingebüßt hatte, als er die Steuerlast erhöhte, um den Verteidigungsbedarf zu decken, kehrte er auf eigenen Wunsch im Jahr 1372 nach Avignon zurück.

### Beschützer der Nonnen
Als Kardinal Grimoard 1372, zehn Jahre nach dem Durchzug der Tard-Venus, nach Avignon zurückkehrte, nahm er zwei Nonnenklöster unter seinen Schutz, in denen sie Diebstähle und Vergewaltigungen begangen hatten. Das der Dames de Sainte-Croix in Roussillon, deren Nonnen seither auf der Burg von Gargas Zuflucht gefunden hatten, und das der Benediktinerinnen von Notre-Dame de Fours in der Nähe von Sauveterre.
Für erstere ließ er innerhalb von Apt ein neues Kloster mit Kirche errichten, für letztere ließ er sie in Avignon in einem Kloster unter der Anrufung des heiligen Margareta unterbringen und überließ ihnen einen Arm der heiligen Lucia in einem silbernen Reliquienschrein.

### Hinterlassenschaft von Elzéar und Delphine de Sabran
Im Jahr 1373 ließ Kardinal Anglicus für Elzéar de Sabran, Graf von Ariano und Pate seines älteren Bruders, ein prächtiges Mausoleum im Franziskanerkloster in Apt errichten. 13 Jahre zuvor hatte er die Grabrede für dessen Witwe Delphine gehalten. Er war ein Anhänger der „Delphinischen Schule“, für die „das Gewöhnliche des Lebens auf außergewöhnliche Weise gelebt werden sollte“.

### Letzte Einsätze von Kardinal Anglicus
Am 6. Mai 1376 vergab er in Erwartung der Abreise Gregors XI. nach Rom in Begleitung von Kardinal Pierre d’Estaing die Gabelle für die Weine von Avignon fest an Jean de Baroncelli. 1378 schloss er sich dem Gegenpapst Clemens VII. an.
1379, nach dem Aufstand von Montpellier gegen die Habgier Ludwigs von Anjou, entsandte Clemens VII. seine Legaten unter der Leitung des Kardinals Anglicus zum König. Karl V. folgte ihren Argumenten und befahl seinem Bruder Anjou Gnade walten zu lassen.

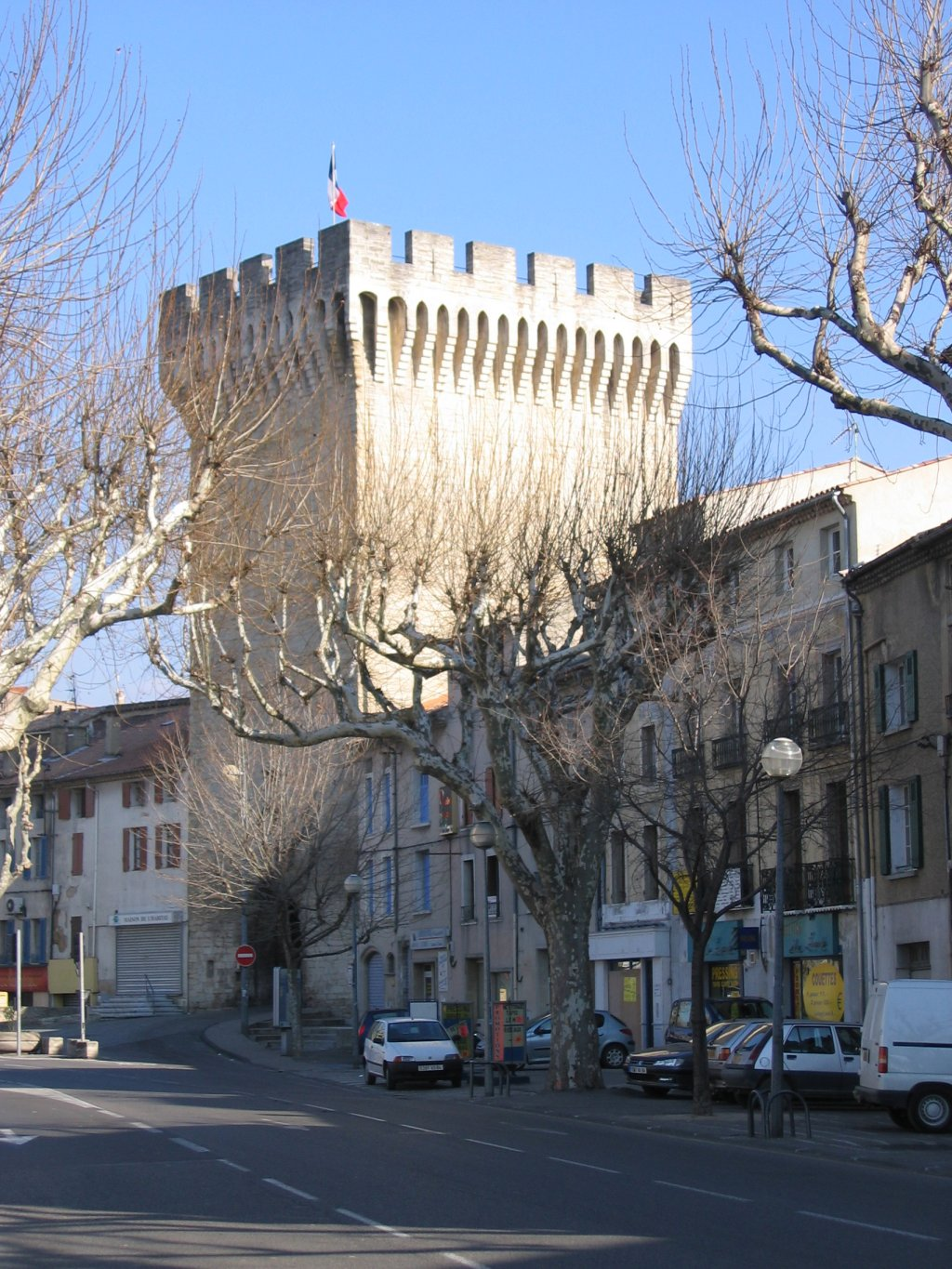
Die Porte d’Orange, einziges Relikt der Remparts von Carpentras

Seine letzte Mission war mit der Finanzierung der Befestigungsarbeiten in Carpentras verbunden. Das Kardinalskollegium teilte dem Klerus der Hauptstadt des Comtat Venaissin mit, dass er mit 5.000 Florins besteuert wurde, während der Bischof 2.000 Florins abgeben musste. Pierre de la Plotte wandte sich daraufhin an Clemens VII., der ihn am 28. Februar 1381 zu Kardinal Grimoard sandte. Er nahm die Not des armen Bischofs ernst und stimmte zu, dass der bischöfliche Beitrag auf 1400 Florins reduziert und die Differenz auf den niederen Klerus verteilt wurde.
Er testierte am 11. April 1388 und starb wenige Tage später, am 13. oder 16. Des Monats. Er wurde in Saint-Ruf de Valence beigesetzt. Obwohl er eines der besten Beispiele für päpstliche Vetternwirtschaft war, hinterließ er bei seinem Tod die Erinnerung an einen guten Verwalter und einen seines Amtes würdigen Bischof. Anglic Grimoard war einer der wenigen Kardinäle, die nie an einem Konklave teilnahmen: bei der Wahl von Gregor XI. im Dezember 1370 war er als Gesandter in Italien, bei der Wahl von Urban VI. im April 1378 in Rom und bei der Wahl von Clemens VII. im September desselben Jahres in Fondi gehörte er zu den in Avignon verbliebenen Kardinälen.

## Werke
- Descriptio civitatis Bononiae eiusque comitatus (dt.: Beschreibung der Stadt Bologna und ihrer Grafschaft), 1371
- Descriptio provinciæ Romandiolæ (dt.: Beschreibung der Provinz Romagna), 1371